# Liste von Leuchttürmen in Schottland
Diese Liste umfasst die aktiven Leuchttürme und Leuchtfeuer in Schottland. Sie werden vom Northern Lighthouse Board verwaltet und betreut, das auch für die Leuchttürme der Isle of Man zuständig ist.

## Liste
| Name                         | Standort                                                | Verwaltungsregion     | Bild                                |
| ---------------------------- | ------------------------------------------------------- | --------------------- | ----------------------------------- |
| Ailsa Craig Lighthouse       | Ailsa Craig (55° 15′ 6,8″ N, 5° 6′ 30,3″ W)             | South Ayrshire        | Ailsa Craig Lighthouse              |
| An t-Iasgair Lighthouse      | An t-Iasgair (57° 41′ 6,5″ N, 6° 25′ 56,8″ W)           | Highland              |                                     |
| Ardencaple Castle Light      | Helensburgh (56° 0′ 32,7″ N, 4° 45′ 25″ W)              | Argyll and Bute       | Ardencaple Castle                   |
| Ardmore Lighthouse           | nahe Tobermory (56° 39′ 21,6″ N, 6° 7′ 42,9″ W)         | Argyll and Bute       | Ardmore Lighthouse                  |
| Ardnamurchan Lighthouse      | Ardnamurchan Point (56° 43′ 37,5″ N, 6° 13′ 33,5″ W)    | Highland              | Ardnamurchan Lighthouse             |
| Ardtornish Lighthouse        | Sound of Mull (56° 31′ 5,2″ N, 5° 45′ 12,7″ W)          | Highland              | Ardtornish Lighthouse               |
| Ardtreck Lighthouse          | Ardtreck Point (57° 20′ 22,1″ N, 6° 25′ 52,5″ W)        | Highland              | Ardtreck Lighthouse                 |
| Arnish Point Lighthouse      | Stornoway (58° 11′ 28,6″ N, 6° 22′ 13,4″ W)             | Äußere Hebriden       | Arnish Point Lighthouse             |
| Auskerry Lighthouse          | Auskerry (59° 1′ 33,7″ N, 2° 34′ 20,2″ W)               | Orkney                | Auskerry Lighthouse                 |
| Bagi Stack Lighthouse        | Yell (60° 43′ 29″ N, 1° 7′ 35″ W)                       | Shetland              | Bagi Stack Lighthouse               |
| Barns Ness Lighthouse        | nahe Dunbar (55° 59′ 14,1″ N, 2° 26′ 42,8″ W)           | East Lothian          | Barns Ness Lighthouse               |
| Barra Head Lighthouse        | Barra Head (56° 47′ 7,7″ N, 7° 39′ 12,5″ W)             | Äußere Hebriden       | Barra Head Lighthouse               |
| Barrel of Butter Lighthouse  | Barrel of Butter (58° 53′ 25,5″ N, 3° 7′ 35,1″ W)       | Orkney                | Barrel of Butter Lighthouse         |
| Bass Rock Lighthouse         | Bass Rock (56° 4′ 36,6″ N, 2° 38′ 28,6″ W)              | East Lothian          | Bass Rock Lighthouse                |
| Beamer Rock Lighthouse       | nahe North Queensferry (56° 0′ 16,8″ N, 3° 24′ 44,4″ W) | Fife                  | Beamer Rock Lighthouse              |
| Bell Rock Lighthouse         | Inchcape (56° 26′ 3,1″ N, 2° 23′ 14,3″ W)               | Angus                 | Bell Rock Lighthouse                |
| Bressay Lighthouse           | Kirkabister (60° 7′ 11,8″ N, 1° 7′ 16,9″ W)             | Shetland              | Bressay Lighthouse                  |
| Brough of Birsay Lighthouse  | Brough of Birsay (59° 8′ 12,8″ N, 3° 20′ 20,7″ W)       | Orkney                | Brough of Birsay Lighthouse         |
| Buchan Ness Lighthouse       | Boddam (57° 28′ 13,7″ N, 1° 46′ 27,8″ W)                | Angus                 | Buchan Ness Lighthouse              |
| Bullia Skerry Lighthouse     | Bullia Skerry (60° 6′ 39,2″ N, 1° 21′ 34,2″ W)          | Shetland              |                                     |
| Butt of Lewis Lighthouse     | Butt of Lewis (58° 30′ 56,2″ N, 6° 15′ 40,2″ W)         | Äußere Hebriden       | Butt of Lewis Lighthouse            |
| Cantick Head Lighthouse      | nahe Longhope (58° 47′ 13,4″ N, 3° 7′ 52,8″ W)          | Orkney                | Cantick Head Lighthouse             |
| Cape Wrath Lighthouse        | Cape Wrath (58° 37′ 31,6″ N, 4° 59′ 55,8″ W)            | Highland              | Cape Wrath Lighthouse               |
| Chanonry Lighthouse          | Fortrose (57° 34′ 26,6″ N, 4° 5′ 33,7″ W)               | Highland              | Chanonry Lighthouse                 |
| Cloch Point Lighthouse       | Gourock (55° 56′ 32,5″ N, 4° 52′ 43,3″ W)               | Inverclyde            | Cloch Point Lighthouse              |
| Copinsay Lighthouse          | Copinsay (58° 53′ 46,9″ N, 2° 40′ 19,4″ W)              | Orkney                | Copinsay Lighthouse                 |
| Corsewall Lighthouse         | Kirkcolm (55° 0′ 27″ N, 5° 9′ 29″ W)                    | Dumfries and Galloway | Corsewall Lighthouse                |
| Covesea Skerries Lighthouse  | Lossiemouth (57° 43′ 27″ N, 3° 20′ 19″ W)               | Moray                 | Covesea Skerries Lighthouse         |
| Cromarty Lighthouse          | Cromarty (57° 40′ 58,9″ N, 4° 2′ 11,3″ W)               | Highland              | Cromarty Lighthouse                 |
| Davaar Lighthouse            | Davaar (55° 25′ 41,6″ N, 5° 32′ 25,7″ W)                | Argyll and Bute       | Davaar Lighthouse                   |
| Dubh Artach Lighthouse       | Dubh Artach (56° 8′ 0″ N, 6° 38′ 0″ W)                  | Argyll and Bute       | Dubh Artach Lighthouse              |
| Duncansby Head Lighthouse    | Duncansby Head (58° 38′ 38,5″ N, 3° 1′ 30,4″ W)         | Highland              | Cromarty Lighthouse                 |
| Dunnet Head                  | Dunnet Head (58° 38′ 38,5″ N, 3° 1′ 30,4″ W)            | Highland              | Dunnet Head Lighthouse              |
| Dunollie Lighthouse          | Oban (56° 25′ 22,5″ N, 5° 29′ 2,8″ W)                   | Argyll and Bute       | Dunollie Lighthouse                 |
| Eilean Glas Lighthouse       | Scalpay (57° 51′ 24,8″ N, 6° 38′ 31,4″ W)               | Äußere Hebriden       | Eilean Glas Lighthouse              |
| Elie Ness Lighthouse         | Elie and Earlsferry (56° 11′ 2,2″ N, 2° 48′ 46″ W)      | Fife                  | Elie Ness Lighthouse                |
| Esha Ness Lighthouse         | Northmavine (60° 29′ 21,5″ N, 1° 37′ 38″ W)             | Shetland              | Esha Ness Lighthouse                |
| Fair Isle North              | Fair Isle (59° 33′ 7,7″ N, 1° 36′ 34,3″ W)              | Shetland              | Fair Isle North                     |
| Fair Isle South              | Fair Isle (59° 30′ 50″ N, 1° 39′ 8,8″ W)                | Shetland              | Fair Isle South                     |
| Fidra Lighthouse             | Fidra (56° 4′ 23,5″ N, 2° 47′ 6,5″ W)                   | East Lothian          | Fidra Lighthouse                    |
| Fife Ness Lighthouse         | Fife Ness (56° 16′ 43,9″ N, 2° 35′ 9,1″ W)              | Fife                  | Fife Ness Lighthouse                |
| Flannan Isles Lighthouse     | Flannan Isles (58° 17′ 17,1″ N, 7° 35′ 16,5″ W)         | Äußere Hebriden       | Flannan Isles Lighthouse            |
| Foula Lighthouse             | Foula (60° 6′ 44,5″ N, 2° 3′ 50,3″ W)                   | Shetland              | Foula_Lighthouse_(geograph_5027735) |
| Girdle Ness Lighthouse       | Aberdeen (57° 8′ 20,6″ N, 2° 2′ 54,8″ W)                | Aberdeen              | Girdle Ness Lighthouse              |
| Holburn Head Lighthouse      | Scrabster (58° 36′ 52,7″ N, 3° 32′ 21,7″ W)             | Highland              | Holburn Head Lighthouse             |
| Hoxa Head Lighthouse         | nahe Hoxa (58° 49′ 18,7″ N, 3° 2′ 5″ W)                 | Orkney                | Hoxa Head Lighthouse                |
| Hoy Sound High Lighthouse    | Graemsay (58° 56′ 8,4″ N, 3° 16′ 23,5″ W)               | Orkney                | Hoy Sound High Lighthouse           |
| Hoy Sound Low Lighthouse     | Graemsay (58° 56′ 25,4″ N, 3° 18′ 36,1″ W)              | Orkney                | Hoy Sound Low Lighthouse            |
| Hyskeir Lighthouse           | Hyskeir (56° 58′ 9,7″ N, 6° 40′ 49,6″ W)                | Highland              | Hyskeir Lighthouse                  |
| Inchkeith Lighthouse         | Inchkeith (56° 1′ 59,6″ N, 3° 8′ 11,9″ W)               | Fife                  | Inchkeith Lighthouse                |
| Isle of May Lighthouse       | Isle of May (56° 11′ 8,3″ N, 2° 33′ 26,9″ W)            | Fife                  | Isle of May Lighthouse              |
| Killantringan Lighthouse     | Portpatrick (54° 51′ 42,6″ N, 5° 8′ 49,1″ W)            | Dumfries and Galloway | Killantringan Lighthouse            |
| Kinnaird Head Lighthouse     | Fraserburgh (57° 41′ 52,7″ N, 2° 0′ 16″ W)              | Aberdeenshire         | Kinnaird Head Lighthouse            |
| Lady Isle Lighthouse         | Lady Isle (55° 31′ 38,3″ N, 4° 44′ 2,1″ W)              | South Ayrshire        | Lady Isle Lighthouse                |
| Lismore Lighthouse           | Eilean Musdile (56° 27′ 20″ N, 5° 36′ 26,7″ W)          | Argyll and Bute       | Lismore Lighthouse                  |
| Loch Eriboll Lighthouse      | Loch Eriboll (58° 31′ 0,5″ N, 4° 38′ 54,3″ W)           | Highland              | Loch Eriboll Lighthouse             |
| Low Light Lighthouse         | Isle of May (56° 11′ 8,2″ N, 2° 32′ 59,4″ W)            | Fife                  | Low Light Lighthouse                |
| Monach Island Lighthouse     | Shillay (57° 31′ 33,2″ N, 7° 41′ 42,2″ W)               | Äußere Hebriden       | Monach Island Lighthouse            |
| Muckle Flugga Lighthouse     | Muckle Flugga (60° 51′ 19,5″ N, 0° 53′ 7,4″ W)          | Shetland              | Muckle Flugga Lighthouse            |
| Mull of Galloway Lighthouse  | Mull of Galloway (54° 38′ 6″ N, 4° 51′ 26,8″ W)         | Dumfries and Galloway | Mull of Galloway Lighthouse         |
| Mull of Kintyre Lighthouse   | Mull of Kintyre (55° 18′ 37,5″ N, 5° 48′ 11,7″ W)       | Argyll and Bute       | Mull of Kintyre Lighthouse          |
| Neist Point Lighthouse       | Neist Point (57° 25′ 24,5″ N, 6° 47′ 17,7″ W)           | Highland              | Neist Point Lighthouse              |
| Newhaven Lighthouse          | Edinburgh (55° 58′ 56,3″ N, 3° 11′ 47,5″ W)             | Edinburgh             | Newhaven Lighthouse                 |
| North Ronaldsay Lighthouse   | North Ronaldsay (59° 23′ 22,9″ N, 2° 22′ 52,9″ W)       | Orkney                | North Ronaldsay Lighthouse          |
| Noss Head Lighthouse         | Noss Head (58° 28′ 44,9″ N, 3° 3′ 2,8″ W)               | Highland              | Noss Head Lighthouse                |
| Noup Head Lighthouse         | Noup Head (59° 19′ 51,9″ N, 3° 4′ 13,2″ W)              | Orkney                | Noup Head Lighthouse                |
| Ornsay Lighthouse            | Ornsay (57° 8′ 36,3″ N, 5° 46′ 51,7″ W)                 | Highland              | Ornsay Lighthouse                   |
| Out Skerries Lighthouse      | Bound Skerry (60° 25′ 28″ N, 0° 43′ 41,1″ W)            | Shetland              | Out Skerries Lighthouse             |
| Oxcars Lighthouse            | Firth of Forth (56° 1′ 20,8″ N, 3° 16′ 48,8″ W)         | Fife                  | Oxcars Lighthouse                   |
| Pentland Skerries Lighthouse | Muckle Skerry (58° 41′ 24,2″ N, 2° 55′ 28,2″ W)         | Orkney                | Pentland Skerries Lighthouse        |
| Pladda Lighthouse            | Pladda (55° 25′ 30″ N, 5° 7′ 5,7″ W)                    | North Ayrshire        | Pladda Lighthouse                   |
| Port Ellen Lighthouse        | The Oa (55° 37′ 12,9″ N, 6° 12′ 42,1″ W)                | Argyll and Bute       | Port Ellen Lighthouse               |
| Rattray Head Lighthouse      | nahe Crimond (57° 36′ 36,6″ N, 1° 48′ 58,9″ W)          | Aberdeenshire         | Rattray Head Lighthouse             |
| Rhinns of Islay Lighthouse   | Orsay (55° 40′ 23″ N, 6° 30′ 47,2″ W)                   | Argyll and Bute       | Rhinns of Islay Lighthouse          |
| Rhuvaal Lighthouse           | Ruvaal (55° 56′ 10,9″ N, 6° 7′ 24,4″ W)                 | Argyll and Bute       | Rhuvaal Lighthouse                  |
| Rona Lighthouse              | Rona (57° 34′ 41,3″ N, 5° 57′ 32,6″ W)                  | Highland              | Rona Lighthouse                     |
| Rua Reidh Lighthouse         | nahe Melvaig (57° 34′ 41,3″ N, 5° 57′ 32,6″ W)          | Highland              | Rua Reidh Lighthouse                |
| Saeva Ness Lighthouse        | Helliar Holm (59° 1′ 8″ N, 2° 54′ 3,6″ W)               | Orkney                | Saeva Ness Lighthouse               |
| Sanda Lighthouse             | Sanda (55° 16′ 29,5″ N, 5° 34′ 57,8″ W)                 | Argyll and Bute       | Sanda Lighthouse                    |
| Scurdie Ness Lighthouse      | Montrose (56° 42′ 6,4″ N, 2° 26′ 14,2″ W)               | Angus                 | Scurdie Ness Lighthouse             |
| Skerryvore Lighthouse        | Skerryvore (56° 19′ 4″ N, 7° 6′ 9″ W)                   | Argyll and Bute       | Skerryvore Lighthouse               |
| Southerness Lighthouse       | Southerness (54° 52′ 22,2″ N, 3° 35′ 42,1″ W)           | Dumfries and Galloway | Southerness Lighthouse              |
| St Abb’s Head Lighthouse     | St Abb’s Head (55° 54′ 58,6″ N, 2° 8′ 19,7″ W)          | Scottish Borders      | St Abb’s Head Lighthouse            |
| Start Point Lighthouse       | Sanday (59° 16′ 38,5″ N, 2° 22′ 33,3″ W)                | Orkney                | Start Point Lighthouse              |
| Stoer Head Lighthouse        | nahe Raffin (58° 14′ 24,1″ N, 5° 24′ 9,7″ W)            | Highland              | Stoer Head Lighthouse               |
| Strathy Point Lighthouse     | Strathy (58° 35′ 56,1″ N, 4° 1′ 6,9″ W)                 | Highland              | Strathy Point Lighthouse            |
| Stroma Lighthouse            | Stroma (58° 41′ 45,1″ N, 3° 7′ 0″ W)                    | Highland              | Stroma Lighthouse                   |
| Sule Skerry Lighthouse       | Sule Skerry (59° 5′ 4,9″ N, 4° 24′ 26,4″ W)             | Orkney                | Sule Skerry Lighthouse              |
| Sumburgh Head Lighthouse     | Sumburgh Head (59° 51′ 14,6″ N, 1° 16′ 28,5″ W)         | Shetland              | Sumburgh Head Lighthouse            |
| Tarbat Ness Lighthouse       | nahe Portmahomack (57° 51′ 54,3″ N, 3° 46′ 35,5″ W)     | Highland              | Tarbat Ness Lighthouse              |
| Tiumpan Head Lighthouse      | Tiumpan Head (58° 15′ 39,3″ N, 6° 8′ 20,1″ W)           | Äußere Hebriden       | Tiumpan Head Lighthouse             |
| Tod Head Lighthouse          | nahe Kinneff (56° 53′ 1,7″ N, 2° 12′ 55″ W)             | Aberdeenshire         | Tod Head Lighthouse                 |
| Tor Ness Lighthouse          | nahe Melsetter (58° 46′ 41,8″ N, 3° 17′ 47″ W)          | Orkney                | Tor Ness Lighthouse                 |
| Turnberry Lighthouse         | Turnberry (55° 19′ 33,4″ N, 4° 50′ 39,9″ W)             | South Ayrshire        | Turnberry Lighthouse                |
| Ushenish Lighthouse          | South Uist (57° 17′ 54,3″ N, 7° 11′ 34,2″ W)            | Äußere Hebriden       |                                     |
| Uyea Sound Lighthouse        | Uyeasound (60° 41′ 8,3″ N, 0° 55′ 27″ W)                | Shetland              | Uyea Sound Lighthouse               |
| Valia Sound Lighthouse       | nahe Whiteness (60° 11′ 57,5″ N, 1° 33′ 27,7″ W)        | Shetland              |                                     |
| Ve Skerries Lighthouse       | Ve Skerries (60° 22′ 23,2″ N, 1° 48′ 44,1″ W)           | Shetland              |                                     |
| Waternish Point Lighthouse   | Waternish Point (57° 36′ 27,9″ N, 6° 38′ 2,9″ W)        | Highland              | Waternish Point Lighthouse          |
| Weavers Point Lighthouse     | Weavers Point (57° 36′ 29,5″ N, 7° 5′ 59,3″ W)          | Äußere Hebriden       | Weavers Point Lighthouse            |
| Wether Holm Lighthouse       | Wether Holm (60° 22′ 20,6″ N, 1° 1′ 19,8″ W)            | Shetland              |                                     |
| Whitehill Lighthouse         | Yell (60° 34′ 47,8″ N, 1° 0′ 12,8″ W)                   | Shetland              | Whitehill Lighthouse                |